# Aardbeving Mino-Owari 1891

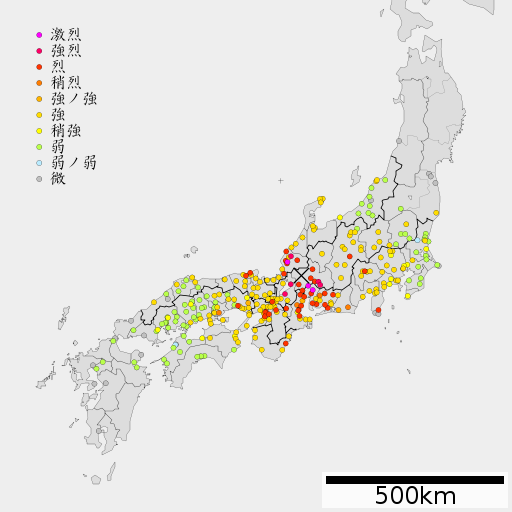

De Mino-Owari-aardbeving was een zware aardbeving in Japan in de voormalige provincies van Mino en Owari op 28 oktober 1891, die veel menselijke en materiële schade veroorzaakte. Er zijn meer dan 7.000 mensen omgekomen in deze ramp; 10.000 mensen raakten gewond en 400.000 mensen werden dakloos. Naar schatting werden 80.000 huizen verwoest door de aardbeving en nog eens 5.000 huizen door branden die na de beving ontstonden. Nog eens zoveel gebouwen werden beschadigd. De aardbeving moet een kracht van 8 op de schaal van Richter hebben gehad. 
De aardbeving begon om 6 uur 37 in de ochtend. Er deden zich verschillen schokken voor, zowel in horizontale als verticale richting, waarvan er sommige meer dan 10 minuten duurden. 
Het zwaarst getroffen waren de steden Gifu, Nagoya en Ogaki in het centrum van het eiland Honshu. Het epicentrum van de aardbeving bevond zich in de provincies Mino en Owari, maar ook andere provincies werden zwaar getroffen (Mikawa, Totomi, Shinano, Hida, Etchu, Kaga, Echizen, Wakasa, Omi, Yamashiro, Letsu, Kawachi, Iga en Ise). In totaal werden 31 provincies getroffen. De beving werd in het grootste deel van Japan gevoeld. In Gifu, een industriestad met ongeveer 30.000 inwoners, deden zich ook scheuren in de aarde voor. Ook porseleinfabrieken in Mino en Owari werden vernield. In Yokohama stortten veel gebouwen in, waaronder de schoorsteen van de elektriciteitscentrale van de Union Electric Light Company. Verschillende wegen en spoorwegen werden vernield en de metalen brug over de rivier Nagara in de provincie Aichi stortte in. Aan de voet van de berg Hukusan vormde zich een meer door de bewegingen van de aarde en ook op de berg Fuji deden zich vervormingen van de aarde voor. De vulkaan Asama werd actief op 29 oktober. Ook op zee was de aardbeving merkbaar, door hoge golfslag.
Er volgden verschillende naschokken tot 9 november, soms tot twintig per dag.

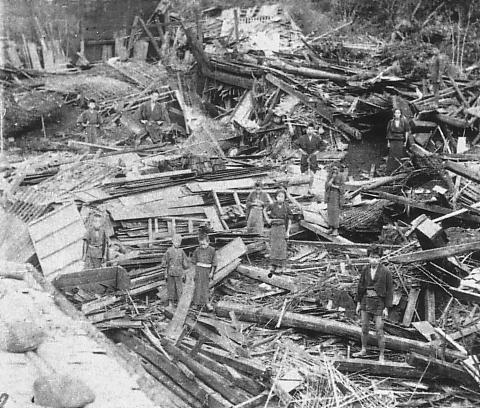
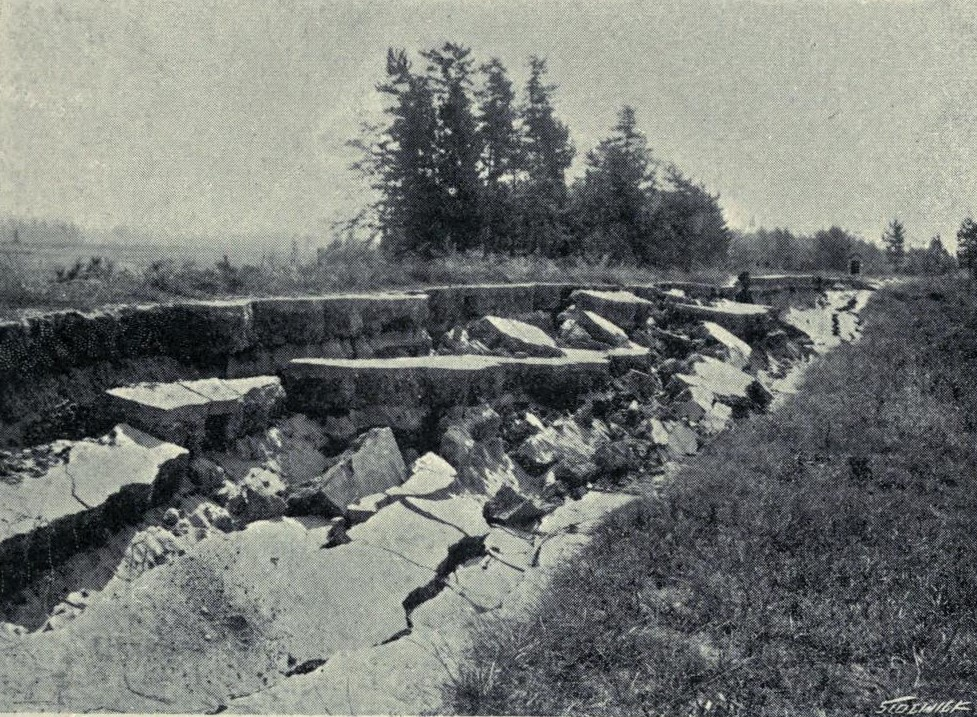
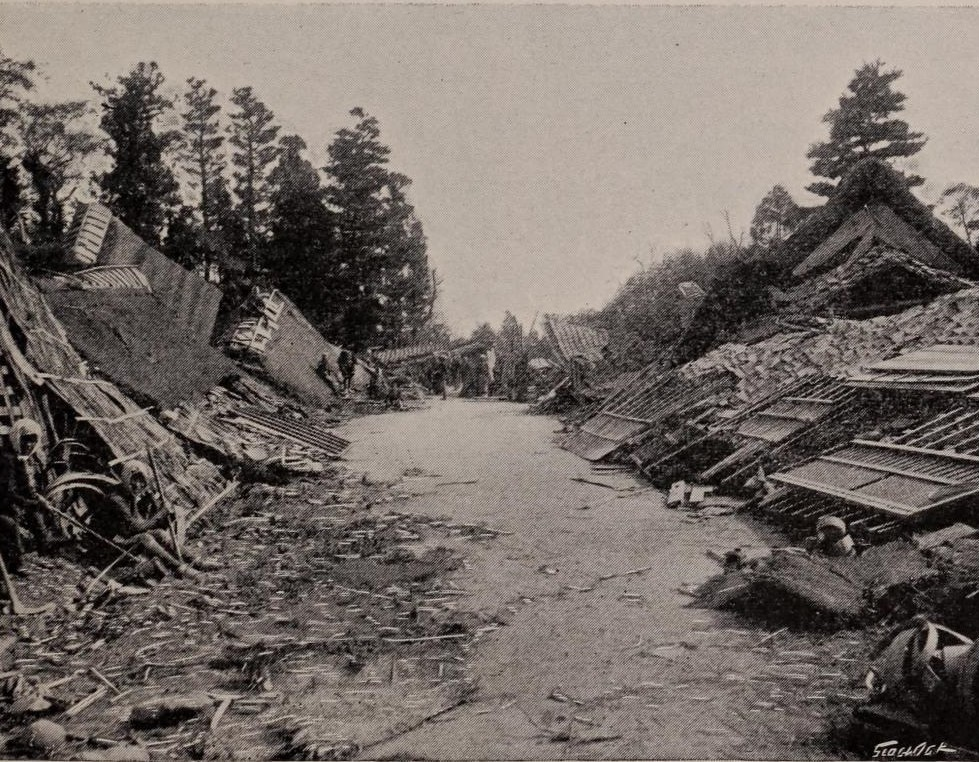